# De'Anthony Melton
Pour les articles homonymes, voir Melton.
De'Anthony Melton, né le 28 mai 1998 dans le quartier de North Hollywood à Los Angeles en Californie, est un joueur américain de basket-ball évoluant au poste d'arrière voire de meneur et mesurant 1,89 m.

## Biographie

### Carrière universitaire
En 2016-2017, lors de sa première saison universitaire sous le maillot des Trojans d'USC, il inscrit 8,3 points, prend 4,7 rebonds et délivre 3,5 passes de moyenne.
Le 26 septembre 2017, un scandale de fraude et de corruption éclate au sein de l'équipe universitaire des Trojans d'USC. De'Anthony Melton et les autres personnes impliquées ou liées sont suspendues jusqu'à nouvel ordre. Le 21 février 2018, De'Anthony Melton se retire des Trojans d'USC et annonce par la même occasion sa candidature à la draft 2018 de la NBA. Ainsi, il n'aura pas joué de la saison.

### Carrière professionnelle

#### Suns de Phoenix (2018-2019)
Il est drafté en 46e position par les Rockets de Houston en 2018.
Après cinq matches joués en Summer League sous le maillot de la franchise texane (et des moyennes statistiques de 16,4 points, 7,2 rebonds et 4,0 passes), il est envoyé, le 31 août 2018, aux Suns de Phoenix avec Ryan Anderson, en échange de Brandon Knight et Marquese Chriss qui font le chemin inverse. 
Le 21 septembre 2018, De'Anthony Melton signe un contrat garanti de deux saisons avec les Suns de Phoenix.

#### Grizzlies de Memphis (2019-2022)
Le 3 juillet 2019, il est envoyé dans un échange aux Grizzlies de Memphis en compagnie de Josh Jackson.
Entre le 1er et le 18 novembre 2019, il est envoyé plusieurs fois en G-League chez le Hustle de Memphis.

#### 76ers de Philadelphie (2022-2024)
Le soir de la draft 2022, il est envoyé vers les 76ers de Philadelphie contre Danny Green et le 23e choix de la draft David Roddy.

#### Warriors de Golden State (2024)
Début juillet 2024, il s'engage avec les Warriors de Golden State pour une saison et 12,8 millions de dollars. Melton se rompt le ligament croisé antérieur du genou gauche en début de saison et manque le reste de celle-ci après avoir subi une opération chirurgicale.

#### Nets de Brooklyn (depuis 2024)
Le 15 décembre 2024, Melton est transféré vers les Nets de Brooklyn en échange de Dennis Schröder.

## Statistiques

### Universitaires
| Saison    | Équipe   | Matchs | Titul. | Min./m | % Tir | % 3pts | % LF | Rbds/m. | Pass/m. | Int/m. | Ctr/m. | Pts/m. |
| --------- | -------- | ------ | ------ | ------ | ----- | ------ | ---- | ------- | ------- | ------ | ------ | ------ |
| 2016-2017 | USC      | 36     | 25     | 27,0   | 43,7  | 28,4   | 70,6 | 4,72    | 3,47    | 1,92   | 1,03   | 8,33   |
| Carrière  | Carrière | 36     | 25     | 27,0   | 43,7  | 28,4   | 70,6 | 4,72    | 3,47    | 1,92   | 1,03   | 8,33   |

### Professionnelles

#### Saison régulière NBA
| Saison    | Équipe       | Matchs | Titul. | Min./m | % Tir | % 3pts | % LF | Rbds/m. | Pass/m. | Int/m. | Ctr/m. | Pts/m. |
| --------- | ------------ | ------ | ------ | ------ | ----- | ------ | ---- | ------- | ------- | ------ | ------ | ------ |
| 2018-2019 | Phoenix      | 50     | 31     | 19,7   | 39,1  | 30,5   | 75,0 | 2,68    | 3,18    | 1,36   | 0,46   | 5,00   |
| 2019-2020 | Memphis      | 60     | 8      | 19,5   | 40,1  | 28,6   | 76,9 | 3,67    | 2,92    | 1,28   | 0,33   | 7,58   |
| 2020-2021 | Memphis      | 52     | 1      | 20,1   | 43,8  | 41,2   | 80,4 | 3,10    | 2,50    | 1,20   | 0,60   | 9,10   |
| 2021-2022 | Memphis      | 73     | 15     | 22,7   | 40,4  | 37,4   | 75,0 | 4,50    | 2,70    | 1,40   | 0,50   | 10,80  |
| 2022-2023 | Philadelphie | 77     | 58     | 27,9   | 42,5  | 39,0   | 79,3 | 4,10    | 2,60    | 1,60   | 0,50   | 10,10  |
| 2023-2024 | Philadelphie | 38     | 33     | 26,9   | 38,6  | 36,0   | 83,5 | 3,70    | 3,00    | 1,60   | 0,40   | 11,10  |
| 2024-2025 | Golden State | 6      | 2      | 20,2   | 40,7  | 37,1   | 62,5 | 3,30    | 2,80    | 1,20   | 0,30   | 10,30  |
| Carrière  | Carrière     | 356    | 148    | 22,9   | 41,0  | 36,9   | 77,9 | 3,70    | 2,80    | 1,40   | 0,50   | 9,10   |

Mise à jour le 15 décembre 2024

#### Playoffs NBA
| Saison   | Équipe       | Matchs | Titul. | Min./m | % Tir | % 3pts | % LF | Rbds/m. | Pass/m. | Int/m. | Ctr/m. | Pts/m. |
| -------- | ------------ | ------ | ------ | ------ | ----- | ------ | ---- | ------- | ------- | ------ | ------ | ------ |
| 2021     | Memphis      | 5      | 0      | 16,6   | 35,5  | 30,0   | 60,0 | 3,20    | 1,00    | 0,20   | 0,80   | 6,20   |
| 2022     | Memphis      | 10     | 0      | 17,0   | 32,3  | 25,0   | 75,0 | 3,10    | 1,60    | 1,00   | 0,50   | 5,60   |
| 2023     | Philadelphie | 11     | 0      | 24,9   | 38,3  | 38,8   | 75,0 | 3,30    | 1,60    | 1,20   | 0,80   | 7,90   |
| 2024     | Philadelphie | 1      | 0      | 7,2    | 0,0   | 0,0    | –    | 1,00    | 1,00    | 0,00   | 0,00   | 0,00   |
| Carrière | Carrière     | 27     | 0      | 19,8   | 35,2  | 31,3   | 70,6 | 3,10    | 1,50    | 0,90   | 0,70   | 6,40   |

## Records sur une rencontre en NBA
Les records personnels de De'Anthony Melton en NBA sont les suivants, :
| Type de statistique        | Saison régulière | Saison régulière          | Saison régulière | Playoffs | Playoffs                   | Playoffs     |
| Type de statistique        | Record           | Adversaire                | Date             | Record   | Adversaire                 | Date         |
| -------------------------- | ---------------- | ------------------------- | ---------------- | -------- | -------------------------- | ------------ |
| Points                     | 33               | Lakers de Los Angeles     | 9 décembre 2022  | 15       | Jazz de l'Utah             | 31 mai 2021  |
| Paniers marqués            | 11               | Lakers de Los Angeles     | 9 décembre 2022  | 5        | 3 fois                     | 3 fois       |
| Paniers tentés             | 18               | Wizards de Washington     | 29 janvier 2022  | 14       | @ Warriors de Golden State | 7 mai 2022   |
| Paniers à 3 points réussis | 8                | Lakers de Los Angeles     | 9 décembre 2022  | 3        | 2 fois                     | 2 fois       |
| Paniers à 3 points tentés  | 12               | Lakers de Los Angeles     | 9 décembre 2022  | 8        | @ Warriors de Golden State | 7 mai 2022   |
| Lancers francs réussis     | 10               | @ Kings de Sacramento     | 20 février 2020  | 2        | Jazz de l'Utah             | 31 mai 2021  |
| Lancers francs tentés      | 11               | 2 fois                    | 2 fois           | 2        | 3 fois                     | 3 fois       |
| Rebonds offensifs          | 4                | 2 fois                    | 2 fois           | 3        | Warriors de Golden State   | 3 mai 2022   |
| Rebonds défensifs          | 9                | 2 fois                    | 2 fois           | 5        | 2 fois                     | 2 fois       |
| Rebonds totaux             | 11               | @ Clippers de Los Angeles | 8 janvier 2022   | 8        | Warriors de Golden State   | 3 mai 2022   |
| Passes décisives           | 10               | Nuggets de Denver         | 12 janvier 2019  | 4        | Warriors de Golden State   | 11 mai 2022  |
| Interceptions              | 7                | Lakers de Los Angeles     | 9 décembre 2022  | 3        | Warriors de Golden State   | 1er mai 2022 |
| Contres                    | 3                | 4 fois                    | 4 fois           | 3        | Warriors de Golden State   | 3 mai 2022   |
| Balles perdues             | 6                | @ Mavericks de Dallas     | 4 décembre 2021  | 4        | Warriors de Golden State   | 3 mai 2022   |
| Minutes jouées             | 41               | @ Nuggets de Denver       | 19 avril 2021    | 27       | @ Warriors de Golden State | 7 mai 2022   |

- Double-double : 4
- Triple-double : 0

Dernière mise à jour : 10 novembre 2022